# 王淑玲 (藝人)
王淑玲（英語：Vanko Wong Suk Ling，1989年12月27日—），原名王嫣辰，香港女演員及模特兒，2006年被星探加入JamCast經理人公司，2008年加入無綫電視，曾爲代理人合約女藝員。至2013年底，選擇約滿離開無綫電視，現轉注回復自由身藝人。2017年，學習玄學六年，師承馬君程師傅。2023年為期下馬家軍女弟子，𧶽名《上觀易喬》。專精紫微斗數，風水佈局，八字，奇門遁甲，文王卦、梅花易數。

## 電視劇（無綫電視）
| 首播   | 劇名             | 角色             |
| 2008年 | 盛裝舞步愛作戰   | Mei Mei          |
| 2009年 | 王老虎搶親       | 閨女             |
| 2009年 | 絕代商驕         | 芳芳             |
| 2009年 | 畢打自己人       | 香蕉             |
| 2010年 | 情越雙白線       | Toby             |
| 2010年 | 女人最痛         | Gloria           |
| 2010年 | 摘星之旅         | 何蕙心（年青）   |
| 2011年 | 點解阿Sir係阿Sir | 畢裘仁學生       |
| 2011年 | 結·分@謊情式     | Milk             |
| 2012年 | 結·分@謊情式     | 啤酒女郎         |
| 2012年 | 4 In Love        | 酒客             |
| 2012年 | On Call 36小時   | 女病人           |
| 2012年 | 當旺爸爸         | 關芷如           |
| 2012年 | 耀舞長安         | 阿雪             |
| 2012年 | 心戰             | 銀行職員         |
| 2012年 | 衝呀！瘦薪兵團   | 王小敏（Ivy）    |
| 2012年 | 愛·回家 (第一輯) | Jessie           |
| 2012年 | 回到三國         | 小虹             |
| 2012年 | 巴不得媽媽...    | 美女             |
| 2012年 | 愛·回家 (第一輯) | Jessie           |
| 2013年 | 女警愛作戰       | 美女             |
| 2013年 | 仁心解碼II       | 范靄枝（第21集） |
| 2013年 | 神探高倫布       | 空姐             |
| 2013年 | 好心作怪         | Tina             |
| 2013年 | 師父·明白了      | 女子             |
| 2013年 | 衝上雲霄II       | 蘇芷柔（Sophie） |
| 2013年 | 法外風雲         | Abby             |
| 2013年 | On Call 36小時II | 葉美             |
| 2014年 | 飛虎II           | 茹（第6集）      |
| 2015年 | 潮拜武當         | 瑚四妹           |

## 電視節目
- 盛裝舞步愛作戰 全家動員選表
- 日本東北咁過祭（旅遊節目主持，與龔嘉欣、周國賢、麥浚龍拍攝，2008年9月）
- 耳分高下遊戲節目Sing之天使 -「香蕉」（2009年2月）
- 美女廚房遊戲節目美味天使 -「香蕉」（2009年4月）
- 街坊廚神飲食節目主持人金剛助手（2011年5月）

## 電影
| 首播   | 劇名                | 角色               |
| 2009年 | 金錢帝國            | -                  |
| 2010年 | 72家租客            | -                  |
| 2011年 | 我愛HK開心萬歲      | 1987年夜總會舞小姐 |
| 2011年 | 勁抽福祿壽          | -                  |
| 2012年 | 2012我愛HK 喜上加囍 | 1987年夜總會舞小姐 |
| 2012年 | 喜愛夜蒲2           | 蒲精               |

## MV
- 古巨基：《歡樂今宵》

## 廣告
- 萬寧（電視廣告//Model時期拍攝）
- 麥當勞（電視廣告//Model時期拍攝）
- 雪碧（電視廣告//Model時期拍攝）
- 2008年香港小姐宣傳片（電視廣告//Model時期拍攝）
- 羽壽司（電視廣告//美味天使時期拍攝）
- 發記甜品（電視廣告//美味天使時期拍攝）
- 2011年香港動漫電玩節（與高海寧任代言人）[2]

## 外部連結
- 王淑玲的新浪微博
- 王淑玲Xanga Blog （页面存档备份，存于）